# 卡英酸
卡英酸（英語：或），又稱紅藻酸、紅藻氨酸、海人酸或海人藻酸，是一種自然產生於海藻的有機酸，可萃取自海底的藻類。類似麩胺酸（glutamic acid）的化合物，卡英酸為神經傳遞很強的藥物，能夠刺激人體中央神經系統的主要神经递质的麩胺酸受體。

## 醫學應用
卡英酸最早於1953年由日本從海藻中分離出來
，並應用在孩童驅蟲藥。卡英酸在日本的成功，讓他們把這種治療推廣至東亞各國。早期台灣也是仰賴進口，甚至在公元1971年台灣景德製藥廠興建廠房大量生產海人酸，但在日本臨床上發現服用卡英酸治療寄生蟲的幼童都紛紛有癲癇的症狀，因此這個藥物馬上遭禁用。也因為這個醫療上的發現，使卡英酸發展成不同的應用方式，目前卡英酸應用在誘發癲癇。

## 實驗應用

### 相關文獻記載
根據文獻指出（Schowb et al.﹐1980；Nitecka et al.﹐ 1984；Tremblay et al.﹐ 1984）發現在大鼠的腹腔或腦內注射卡英酸在海馬迴與杏仁核這兩個區域會產生癲癇的症狀，並且會產生神經興奮毒素。另外又有實驗除了在實驗鼠的海馬迴注射卡英酸，以导致大鼠学习记忆功能障碍，但可透過為實驗鼠灌雷公藤内酯（TRP）來緩解。

### 細胞實驗應用
在細胞實驗中則應用則常使用PC12细胞株來誘發癲癇。卡英酸在細胞實驗中，能誘導細胞產生模擬癲癇的狀態發生時的腦部神經過度活躍，並且產生ROS(reactive oxygen species)自由基釋放，造成神經細胞產生脂質過氧化物，會促使神經細胞的發炎反應，例如第二型環氧化酶COX-2、前列腺素E2、有絲蛋白活化激脢（MAPKs）、RhoA.....等分子生物發炎傳遞路徑。也會促使神經細胞PC12產生鈣離子的釋放並且造成細胞凋亡，是目前治療癲癇的藥物實驗中常運用來誘導的藥物。

### 動物發作等級
SD大鼠注射卡英酸後根據資料顯示(I. A, I.M, K. S, Y. R. Pentylenetetrazol-induced kindlingseizure attenuated by Ginkgo biloba extract (EGb 761) in mice. Prog NeuropsychopharmacolBiol Psychiatry 2006;30:1504–10.
)有五個等級，以這五個等級做為誘導癲癇的症狀依據，許多治療癲癇的藥物也以這五個等地來進行觀察給予評分。
- 第一級 點頭
- 第二級 濕狗搖擺（wet dogshake ，形容大鼠會注射卡英酸後會呈現濕狗甩毛的動作）
- 第三級 前肢緩慢的節拍運動
- 第四級 抽搐及後肢癱瘓
- 第五級 全身抽搐及僵直的部分擴大